# Пелопоннес
Пелопонне́с (грец. Πελοπόννησος) — півострів на півдні Греції, з'єднаний з основною частиною Балканського півострова Коринфським перешийком.

## Географія
Береги сильно порізані бухтами і затоками. На півдні півострова переважають гори — гірське пасмо Тайгет (висота до 2404 м, вершина Айос-Іліас). Гори складені переважно мезозойськими і палеогеновими вапняками, мармурами, пісковиками, мергелями. У середній частині півострова — карстове Аркадське плоскогір'я.
Середземноморські чагарники (маквіс, фригана), ділянки лісів. Ґрунти коричневі, буро-коричневі, бурі гірсько-лісові.
На півострові однойменний адміністративний район (периферія) сучасної Греції. Сучасні міста: Патри, Коринф, Спарта, Каламата, Триполі, Аргос, Піргос, Нафпліон, Ейо.

## Археологічні пам'ятки
- Аргос
- Басси
- Епідавр
- Коринф
- Мессіні
- Мікени
- Містра
- Монемвасія
- Олімпія
- Пілос
- Спарта
- Тегея
- Тиринф

## Виноградарство
Пелопоннес — найбільша виноградарсько-виноробницька область Греції. Культура виноградарства відома понад три тисячоліття. Тут є 35 % усіх виноградних насаджень країни. Основні сорти винограду:
- столові — Фраула, Фокіано, Італія;
- винні — Мавродафні, Філері, Савватіано, Родітіс, Мускат, Агіоргітіко
- для сушки — Коринка чорна, Султаніна.

Виробляють переважно білі вина. У країні найбільш відомі мускати Пелопоннеса і червоне солодке вино Мавродафні міцністю 14—16 % об.
Див. також: Виноградарство в Греції